# Von hier bis unendlich
 (mars 2025).
Von hier bis unendlich (en francais : D'ici à l'infini) est le premier album studio de la chanteuse pop allemande Helene Fischer, sorti le 2 février 2006 via Capitol Music, une division d'EMI Music Germany. Principalement, Von hier bis unendlich est un album pop / pop rock, avec des notes de schlager et d'euro-pop. L'album a débuté à la 78e place des charts allemands (GfK) et a également atteint la 19e place des charts. Au total, l'album est resté 71 semaines dans les charts et a été certifié 5 fois disque d'or par le Bundesverband Musikindustrie (BVMI) et a également été certifié disque d'or par la Fédération internationale de l'industrie phonographique (IFPI).
L'album a également connu le succès dans d'autres pays, comme l'Autriche et la Suisse. En Autriche, l'album a débuté à la 73e place, atteignant son apogée à la 16e place, et est resté 44 semaines dans le classement des albums (Ö3 Austria Top 40). En Suisse, l'album a débuté et atteint le numéro 49, et a duré 5 semaines dans les charts (Swiss Hitparade).

## Développement
Avant la production de cet album, elle a étudié dans une institution de musique et de théâtre à Francfort, et a même joué dans quelques comédies musicales. Sa première véritable apparition télévisée a eu lieu en mai 2005, en duo avec son collègue chanteur Florian Silbereisen. Elle a continué ses études musicales et théâtrales jusqu'à décrocher un contrat d'enregistrement avec Capitol Music et EMI Music Allemagne, ce qui lui a permis de créer son premier album studio, "Von hier bis unendlich",.

## Personnel
- Oeuvre – Pecher Und Sorion, Cologne*
- Chœur – Franco Leon, Karena Schönberger*, Rainer Marz
- Ingénieur – Michael Bestmann
- Guitare – Johan Daansen
- Photographie de – Markus Amon
- Producteur, Claviers, Programmé par, Arrangé par – Jean Frankfurter

## Performances graphiques
| Graphiques (2007-08)                                     | Culminer position | Dernier position |
| -------------------------------------------------------- | ----------------- | ---------------- |
| Classement des albums allemands ( GfK ) ,                | 19                | 89               |
| Classements des albums autrichiens ( Ö3 Austria Top 40 ) | 16                | Conseil.         |
| Classement des albums suisses ( Hitparade suisse )       | 49                | 81               |

## Certifications
| Régions             | Certification | Unités certifiées / ventes |
| ------------------- | ------------- | -------------------------- |
| Allemagne ( BVMI )  | 5× Or         | 1,3 million                |
| Autriche ( IFPI ) , | Or            | 1 million                  |